# Hôtel de Galy
L'hôtel de Galy est un hôtel particulier situé à Millau, en France.

## Localisation
L'hôtel est situé sur la commune de Millau, dans le département français de l'Aveyron.

## Historique
L'édifice est inscrit au titre des monuments historiques en 1978.